# Гошенен
Гошенен (нім. Göschenen) — громада  в Швейцарії в кантоні Урі.

## Географія
Громада розташована на відстані близько 95 км на схід від Берна, 24 км на південь від Альтдорфа.
Гошенен має площу 104,2 км², з яких на 0,8% дозволяється будівництво (житлове та будівництво доріг), 6,5% використовуються в сільськогосподарських цілях, 12,9% зайнято лісами, 79,8% не є продуктивними (річки, льодовики або гори).

## Демографія
2019 року в громаді мешкало 431 особа (+5,1% порівняно з 2010 роком), іноземців було 19%. Густота населення становила 4 осіб/км².
За віковим діапазоном населення розподілялося таким чином: 13,7% — особи молодші 20 років, 58,7% — особи у віці 20—64 років, 27,6% — особи у віці 65 років та старші. Було 202 помешкань (у середньому 2,1 особи в помешканні).
Із загальної кількості 280 працюючих 22 було зайнятих в первинному секторі, 135 — в обробній промисловості, 123 — в галузі послуг.